# Майр-Нуссер, Йозеф
Йо́зеф Ма́йр-Ну́ссер (нем. Josef Mayr-Nusser; 27 декабря 1910, Боцен, Тирольское графство, Австро-Венгрия — 24 февраля 1945, Эрланген, Третий рейх) — тирольский антифашист, член Католического действия, блаженный Римско-католической церкви. За отказ принести присягу Гитлеру был приговорён к смертной казни и замучен по дороге в концентрационный лагерь Дахау. Почётный гражданин Больцано.

## Биография
Родился 27 декабря 1910 года в усадьбе Нуссеров на окраине города Боцен в Австро-Венгрии (ныне город Больцано в Италии). Происходил из семьи тирольцев, исповедовавших католицизм. Он был вторым сыном и четвёртым ребёнком крестьян Якоба Майр-Нуссера и Марии, урождённой Мумельтер. Отец занимался производством вина; с началом Первой мировой войны был призван на фронт в качестве имперского егеря, и год спустя умер от холеры. Мать, оставшись вдовой с семью детьми — двумя сыновьями и пятью дочерьми, продолжила заниматься хозяйством. Не смотря на трудное материальное положение, двери их дома всегда были открыты для тех, кто нуждался в помощи.
В 1917 году Йозеф, которого дома все звали Пепи, поступил в начальную школу, где показал особенные успехи в математике и продемонстрировал склонность к естественным наукам. Он хотел стать астрономом. Однако семья не могла обеспечить ему образование в университете, так как оплачивала образование старшего брата Якоба, который учился на священника в семинарии. Поэтому Йозеф после начальной школы поступил в коммерческое училище. В 1928 году он получил диплом счетовода и был принят на работу кассиром в компанию по производству текстиля «Eccel». Он продолжил заниматься самообразованием; много читал, изучал теологию. Историческими персоналиями, чья жизнь служила ему вдохновением, были Фома Аквинат, Томас Мор и Питер Майр; последний, местный герой, предпочёл умереть, чем согласиться с ложью. Йозеф также увлекался спортом, особенно катанием на коньках. С 1931 по 1932 год проходил военную службу на территории Пьемонта; повторно призывался на сборы в 1939 и 1940 годах.
Йозеф был практикующим христианином. Познакомившись с жизнью Венсана де Поля и сочинениями Фредерика Озанама, в 1932 году он вступил в местное отделение Общества Святого Венсана де Поля, члены которого занимались оказанием материальной и духовной помощи людям, оказавшимся в сложной жизненной ситуации. В 1933 году вошёл в состав группы молодых католиков, а год спустя возглавил мужскую секцию молодёжной группы Католического действия — организации, способствовавшей активному участию мирян в жизни церкви. В 1937 году его избрали президентом местного отделения Общества Святого Венсана де Поля.
Самостоятельно изучив сочинения Гитлера, пришёл к выводу о радикальной несовместимости нацизма с христианской верой и учением Римско-католической церкви. После Опционных соглашений по Южному Тиролю 1939 года поддержал тирольцев, которые выступили против эмиграции в Третий рейх и пожелали сохранить гражданство Королевства Италия. Тайно присоединился к антифашистской группе имени Андреаса Гофера.
В 1941 году поступил на работу кассиром в компанию «Ammon». 26 мая 1942 года сочетался браком с коллегой, Хильдегардой Штраубе. До знакомства с ним Хильдегарда думала стать монахиней. 1 августа 1943 года у супругов родился сын, которого они назвали Альбертом.
После создания в Альто-Адидже в сентябре 1943 года зоны предальпийской операции под прямым контролем Третьего рейха, Йозеф был принудительно зарегистрирован как член СС. 7 сентября 1944 года со станции Больцано на поезде, состоявшем из трёх вагонов для скота, его, с другими молодыми тирольцами, интернировали на территорию Германии. Поезд прибыл в город Кёниц в Западной Пруссии (ныне город Хойнице в Польше), где тирольцев разместили в казармах тренировочного лагеря СС. 4 октября 1944 года, когда на плацу командир лагеря объявил всем о предстоящей присяге Гитлеру и зачитал её текст, Йозеф заявил, что не станет присягать на верность фюреру по соображениям совести. Командир обратился к нему с предложением написать и подписать письменный отказ, что он тут же и сделал. На вопрос одного из своих земляков, зачем он подписал себе смертный приговор, Йозеф ответил: «Если никто не решится сказать Гитлеру нет, нацизм никогда не закончится»; в другой версии, сказанная им фраза звучала так: «Если никто не наберётся смелости сказать им, что не согласен с их нацистскими взглядами, это [нацистский режим] никогда не изменится». За отказ принести присягу фюреру Йозеф был немедленно арестован. 14 ноября 1944 года его перевели в город Данциг (ныне Гданьск в Польше), где он предстал перед военным судом, который приговорил Йозефа к смертной казни. В наручниках он был помещён в грузовой поезд, следовавший из концентрационного лагеря Бухенвальд в концентрационный лагерь в Дахау, но из-за жестокого обращения конвоиров умер по дороге в Эрлангене от физического истощения 24 февраля 1945 года. В справке выданной его вдове было сказано, что причиной смерти её мужа была бронхопневмония.

## Память
Йозеф Майр-Нуссер был похоронен на кладбище в Эрлангине. В 1958 году его останки были перевезены в Больцано, где позднее их поместили в крипте церкви Святого Иосифа в Стелла-ди-Ренон. Долгое время его память отмечалась соратниками по Католическому действию. В конце 1900-х годов в Римско-католической церкви был начат процесс по признанию Йозефа «мучеником первой заповеди». Его подвиг был признан свидетельством превосходства совести над законами тоталитарных режимов. Декретом Конгрегации по делам святых от 8 июля 2016 года он был объявлен блаженным мучеником, пострадавшим из-за ненависти к христианской религии. Беатификацию провёл кардинал Анджело Амато, префект Конгрегации по делам святых, по поручению римского папы Франциска. Торжество состоялось 18 марта 2017 года в соборе Больцано, куда были перенесены останки нового блаженного.